# Fat Tony
Fat Tony er en figur i den animerede tv-serie The Simpsons, der er leder af Springfields Mafia; desuden fjende af Homer.
Ifølge ham selv, så skulle hans knuste drømme være at blive pizzabager, lirekassemand og bygger af skæve tårn. I et afsnit får man opfattelsen af, at han har dræbt skoleinspektør Skinner, men han får sendt mistanken over på Bart, som derved er tæt på at blive anklaget for mord (Bart arbejder hos Fat Tony i det afsnit). Til sidst dukker Skinner dog op og fortæller, at han blot havde siddet fast i sin mors garage. Afsnittet hedder Bart The Murdererer.
Af Fat Tonys forbrydelser kan nævnes: Salg af rottemælk som komælk, samt forklæde fritter som pudler. Hans stemme bliver indtalt af Joe Mantegna.